# ドン (通貨)
ドン（ベトナム語：đồng / 銅）は、ベトナムの通貨単位。国際通貨コード (ISO 4217) はVND。通貨記号は₫であらわす。補助単位はハオ（hào, 毫）と、シュウ（xu, 樞）であり、1ドン=10ハオ=100シュウである。現在はどちらの補助単位も現金の単位としては使われていない。

## 歴史
ベトナム語のドンは漢字の銅であり、一ドンは一銅、つまり銅銭一枚分の意である。ベトナムは古くは銅銭が流通し、通貨名はこれからとられている。フランスに植民地化されたフランス領インドシナ時代は、フランス語で米ドルを意味するピアストルが通貨単位であったが、ベトナム語ではドン、あるいは銀を意味するバク（ベトナム語：bạc / 鉑）と読んだ。独立後、南北ベトナム両国は別々の通貨を発行したが、単位はともにドンを使用した。南ベトナムの併合後、ドンが共通の通貨単位として使われるようになった。

### 北ベトナム
1946年ベトミン政府（ベトナム独立同盟会、のちのベトナム民主共和国（北ベトナム政府））は、それまでのフランス領インドシナ・ピアストルを置き換える形で、ピアストルと同価の独自通貨ドン（đồng）を導入。その後、二度のデノミネーションを実行。1951年に100:1のレート、その後1958年に1,000:1の比率で通貨切り下げを行なった。

### 南ベトナム

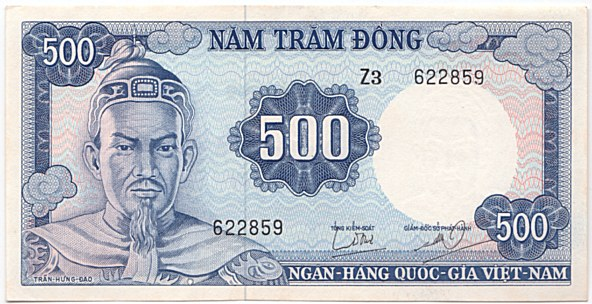
南ベトナム500ドン紙幣（1966年）

第二次大戦後、戦前の宗主国フランスの意を受けて存在していたベトナム国が、1953年にフランス領インドシナ・ピアストルとドンの両通貨名で紙幣を発行していた。その後、南ベトナムを掌握していたベトナム国勢力が一掃され、アメリカ合衆国の支援を受けたベトナム共和国（通称南ベトナム）に政権を引き渡した。その間、通貨はピアストルと同価の「ベトナム共和国ドン」が使用された。1975年のサイゴン陥落の後、南ベトナムの通貨は「解放ドン」に変更され、1解放ドン=500旧ベトナム共和国ドンであった。

### 統一ドン
1976年に南北ベトナムが統一され、ベトナム社会主義共和国が成立。1978年5月3日に通貨ドンも統一され、1新ドン=1北ベトナム・ドン=0.8南ベトナム「解放ドン」の価値であった。

### ドン切り下げ
1985年9月14日に、ドンのデノミネーションが行われ、1新ドン=10旧ドンとなった。この後、慢性的なインフレーションが開始し、1990年代初頭まで継続することとなった。

## 貨幣
2019年3月の為替レートで、1ベトナムドンが約5厘程度（約200ドン=1円） と、小額な通貨単位である。必然的に桁数が多くなるため、一般的には3桁で区切られ、"."(ピリオド)が用いられる（命数法を参照のこと）。長年続くインフレーションもあり、1,000ドン未満で購入できる商品はほとんどない。このため、下3桁を省略する、または1,000=1キロという意味で1,000ドンを「1k₫」と表記することがある。

### 紙幣
- 100₫紙幣は、市中ではほとんど流通していない。200₫紙幣は、極稀にスーパーマーケットや薬局など、少額商品が多い商店でのお釣りとして出されることがある。500₫紙幣は、地方では自転車駐輪料金などの少額決済などで使用される。都市の郵便局やスーパーマーケットなどでは、小額紙幣のお釣りが出せない時は、1,000₫未満の端数はレジ係の裁量で切り捨て／切り上げられることがある。また、お釣りをアメ玉や封筒などの現物で代用されることもある。都市部・地方問わず小売商店では、1,000₫以下のお釣りが必要な値付けは行わず、したがって200₫紙幣や500₫紙幣は、ほとんど用いられない。特に都会部の小売店では5000₫単位の値付けがされることが多く、観光客向けの店では普通10,000₫単位の値付けがされることが多い。
- 10,000₫紙幣以上は偽造防止の為、紙製紙幣ではなくポリマー紙幣を使用している。
- 旧札である旧50,000₫紙幣と旧100,000₫紙幣（ともに紙製）は、既に流通が停止されており、使用不能の失効券である。
- 2016年5月6日、中央銀行65周年を記念して100₫紙幣を発行したが、これは決済に用いることはできない記念紙幣である[3]。
- 2006年8月30日から発行されているポリマー製10,000₫幣については、表面右上の額面を表す「10000」の数字について他に記載されている数字と異なり、桁区切り（フランスの影響を受けて「,」（コンマ）ではなく「.」を用いている）が無い。これは原版作成時にコンマを忘れてしまったためであるが、貨幣として特に問題なく使えるとの理由で改訂されることなく、また今後も改訂の予定はない[要検証 – ノート]。

#### 紙幣のデザイン
紙幣の表面に描かれている人物は、既に流通が稀となっている人物が描かれていない100₫紙幣を除き、全て初代国家主席のホー・チ・ミンである。そのため裏面のデザインと発行年（紙製紙幣は印刷されている発行年・ポリマー紙幣については2003年シリーズとされているが、実際の流通開始年を記す。なお、ポリマー紙幣のシリアル番号の始めの2桁はその紙幣の印刷年を表す）について解説する。
紙製紙幣
- 100₫紙幣（緑）- 表・国章と100の数字、裏・ナムディンのフォーミン（普明）寺、1991年発行
- 200₫紙幣（橙）- トラクターを使った農業、1987年発行
- 500₫紙幣（桃）- ハイフォン港、1988年発行
- 1,000₫紙幣（青と黄）- タイグエン省の象による木材運搬、1988年発行
- 2,000₫紙幣（青と桃）- 紡績工場、1988年発行
- 5,000₫紙幣（青）- ドンナイ省のチアンダム、1991年発行

ポリマー紙幣
- 10,000₫紙幣（黄土色）- バクホー油田、2006年発行
- 20,000₫紙幣（青）- クアンナム省ホイアンの来遠橋（日本橋）、2006年発行
- 50,000₫紙幣（桃）- フエの皇宮のフーバン（敷文）楼とグエンルオン殿、2003年発行
- 100,000₫紙幣（緑）- ハノイの文廟のクエヴァン（奎文）閣、2004年発行
- 200,000₫紙幣（橙）- ハロン湾の香炉岩、2006年発行
- 500,000₫紙幣（青緑）- ゲアン省ナムダン県キムリエン社（村）にあるホー・チ・ミン生家、2003年発行

### 硬貨
- 現在、200₫、500₫、1000₫、2000₫、5000₫硬貨が存在しているが、流通はまれである。これらにはホー・チ・ミンの肖像画は刻印されておらず、ベトナムの国章が刻印されている。
- 200₫、500₫は銀色、1000₫、2000₫、5000₫は真鍮色である。
- 200₫、1000₫、5000₫硬貨は2003年、500₫、2000₫硬貨は2004年に発行が開始されたが、ベトナムの国民にはあまり受け入れられなかったことから、2011年をもって発行が停止された。ただし現在もなお法的には有効である。

## 符号位置
| 記号 | Unicode | JIS X 0213 | 文字参照         | 名称     |
| ---- | ------- | ---------- | ---------------- | -------- |
| ₫    | U+20AB  | -          | &#x20AB; &#8363; | ドン記号 |